# Кяку
Кя́ку (эст. Käku) — деревня в волости Сааремаа уезда Сааремаа, Эстония.
В 2014–2017 годах (до административной реформы местных самоуправлений Эстонии) входила в состав волости Ляэне-Сааре (упразднена). До 2014 года была в составе волости Каарма (упразднена).

## География и описание
Кяку расположена на острове Сааремаа, примерно в 10 километрах от волостного и уездного центра — города Курессааре. Высота над уровнем моря — 28 метров.
Климат умеренный. Официальный язык — эстонский. Почтовый индекс — 93753.

## Население
По данным переписи населения 2021 года, в Кяку насчитывался 31 житель, все — эстонцы.
По данным переписи населения 2011 года, в деревне проживали 36 человек, все — эстонцы.
Численность населения деревни Кяку по данным Департамента статистики:
| Год  | 2000 | 2011 | 2017 | 2018 | 2019 | 2020 | 2021 |
| ---- | ---- | ---- | ---- | ---- | ---- | ---- | ---- |
| Чел. | 28   | ↗ 36 | ↗ 40 | ↗ 46 | ↗ 47 | ↘ 42 | ↘ 31 |

## История
Впервые упоминается в письменных источниках 1731 года как Kecko, 1798 года — Kekko.
На военно-топографических картах Российской империи (1846–1863 годы), в состав которой входила Лифляндская губерния, деревня обозначена как Кекко.
В 1977–1997 годах Кяку была частью деревни Лоона.

## Достопримечательности
- Заповедник Кяку, площадь 52,7 гектара[14].
- Природоохранная область Сепа, входящая в сеть Натура 2000.

Под защитой государства находятся: можжевёловый лес, альвары, старые природные леса.
- Останки древней кузницы, XVI—XVII век.

В ходе археологических раскопок в числе прочего найдены: фрагмент ручки ножа из слоновой кости, хорошо сохранившийся складной нож, элегантная бронзовая брошь, висячий замок, бронзовая ножка трёхногого котла.
- Трасса Каарма «Сааремааского мотокросса», где проводятся республиканские и международные соревнования[19][20].

## Происхождение топонима
Топоним Кяку образовался от названия хутора, который, вероятнее всего, получил своё название по личному имени, например: финское Henrik Keko, упомянутое в XVI веке в Эстонии Jan Keke, в Ливонии — Hermannus Keke.